# Federación Social Cristiana
De Federación Social Cristiana (Nederlands: Sociaal-Christelijke Federatie) was een electorale alliantie in Chili die bestond van 1955 tot 1957. De partijen die deel uitmaakten van de alliantie waren de Falange Nacional (Nationale Falange) en de Partido Conservador Social Cristiano (Sociaal-Christelijke Conservatieve Partij). Beide partijen werden sterk beïnvloed door de in Latijns Amerika opkomende christendemocratie en de katholieke sociale leer en waren voortgekomen (resp. 1938 en 1949) uit de Partido Conservador (Conservatieve Partij). Aan de leiding van de FSC stond Rafael Agustín Gumucio (Falange).
Bij de parlementsverkiezingen van 1957 behaalde de FSC 19 van de 120 zetels in de Kamer van Afgevaardigden (17 voor de Falange en 2 voor de PCSC) en één zetel in de Senaat) (voor de Falange). Op 28 juli 1957 fuseerden de beide partijen tot de Partido Demócrata Cristiano (Christendemocratische Partij).